# Korsikas økonomi
Økonomien på Korsika er i meget høj grad bestemt af indtægterne fra turismen. De fastboende indbyggere har ganske vist forhindret de hæmningsløse hotel- og marinabyggerier, som kendes fra mange andre steder langs Middelhavets kyster, men det har blot betydet, at det er dyrt at feriere på øen.

## Landbrug
Landbruget bruger 10,7 % af regionens arbejdskraft og leverer 2,7 % af bruttoindkomsten. Jordens frugtbarhed er generelt ret lav, hvad der forklarer, at overskuddet er mindre end de 35 %, som er landsgennemsnittet.
Dyrkning af træagtige planter (ferskner, nektariner, avokadofrugter, oliven, kirsebær, abrikoser og kiwifrugter f.eks.) og vindyrkning foregår på sletten ved Aleria, syd for Bastia, i Gravone- og Taravodalene rundt om Porto-Vecchio, nordvest for Bonifacio, og mellem Calvi og Algajola.
Vinavl dækker et areal på ca. 8.500 ha. Der produceres omtrent 700.000 hl vin pr. år, og det meste af den opnår betegnelsen AOC (Appellation d’Origine Contrôlée), hvoraf der er i alt 8 på Korsika. Kvalitetsvingårdene i syd ligger for det meste nær kysten ved Ajaccio, og i nord er det i Patrimonioområdet i nærheden af Saint-Florent og i Balagne (omkring Calvi og Calenzana). På Cap Corse produceres også udmærkede vine under betegnelsen "coteaux-du-cap-corse" og nogle bemærkelsesværdige muskatelvine, ligeledes med AOC-betegnelsen.
Af egentlige landbrugskulturer kan nævnes foderafgrøder, som er i fremgang med ca. 5.700 ha, mens der til gengæld kun bruges ca. 2.000 ha til korndyrkning på øen.
Øens mange skove, som hvert år plages af udbredte skovbrande, giver bjergbønder en levevej, hvor det ekstensive dyrebrug er den vigtigste indtægtskilde. Det drejer sig om kvægavl (ost, slagtervarer), fåreavl med ca. 130.000 dyr, som først og fremmest retter sig mod mælkeprodukter (der er 20.000 malkefår). Af mælken fremstilles "brucciu", frisk fåreost, og lagrede fåreoste. I Balagne og Castagniccia dominerer gedeflokkene, og avlen retter sig mest mod dyrkning af kastanjer. Ca. 35.000 svin går frit omkring, sådan at dyrenes smag bliver præget af skovens olden: kastanjer, agern og bog og af krydrede urter. På grund af denne særlige kødsmag kan svineavlen på Korsika levere berømte produkter som f.eks. tørret skinke, leverpølse og forskellige spegepølser.
Havbrugskulturen er under udvikling. Muslinger, østers og havfisk fra marsken ved Diana og Urbino ud for Aleria er blandt de vigtigste produkter.

## Fremstillingserhverv
Industrien bruger 7,5 % af arbejdskraften, og repræsenterer 22,9 % af bruttoindtægten på Korsika. Undergrunden indeholder ingen kulbrinter, og mineralindholdet (antimon ved Vico, jern i Sagonebugten, sølvholdigt bly i Balagne) er ikke koncentreret tilstrækkeligt til, at udnyttelse af det er lønsomt. Desuden lider Korsika under sin østatus.
Produktionsomkostningerne er høje, og alt salg uden for øen forudsætter, at man må lægge høje færgeomkostninger til. Produktionen i de 4.900 håndværksvirksomheder er i hovedsagen rettet mod det lokale marked. Offentlige arbejder bruger 12 % af arbejdskraften, fordi Korsika har et usædvanligt stort behov for udbygning af infrastrukturen, i særdeleshed på transportområdet.
Det nære marked og industrierne er samlet i de to største, bymæssige områder: Bastia, øens vigtigste, økonomiske motor, hvor Korsikas bearbejdning af egne råvarer (tobak, tømmer, fødevarer) finder sted, eller Ajaccio, øens anden industrielle pol. Endelig har Porto-Vecchio en vis produktion af trævarer og havsalt.

## Servicesektoren
Denne sektor bruger 81,8 % af regionens arbejdskraft og yder 75,4 % af bruttoindkomsten.

### Havnebyerne
1.230.000 passagerer ankommer hvert år gennem havnen i Bastia, og mere end halvdelen af regionens varetransport foregår gennem denne handelshavn. Den er den 4. største, franske havn og den 25. største europæiske. Lufthavnen Bastia-Poretta modtager 670.000 passagerer pr. år.
I Ajaccio modtager havnen hvert år 750.000 personer ud over de fødevarer, brændstoffer og byggematerialer, som bliver losset dér. Der er 520.000 rejsende, som bruger byens lufthavn hvert år.
Porto-Vecchio er den 3. vigtigste havn for rejsende og varer.
I det hele bliver ca. 60 % af varerne til øen importeret fra hovedlandet mod 6 % fra udlandet, og Korsika eksporterer 29 % af sine varer til hovedlandet, men 5 % til udlandet.

### Turismen
Servicesektorens dynamik stammer hovedsageligt fra turismen, som er hovedaktiviteten og øens vigtigste ressource. Middelhavsklimaet, den rige korsikanske kultur og opretholdelsen af miljøbeskyttelsen – først og fremmest gennem Korsikas regionale naturpark, som blev skabt i 1970 – gør det muligt for "skønhedens ø" at fastholde en konstant udvikling i dette trumfkort for den regionale økonomi. I gennemsnit modtager Korsika hvert år 1.300.000 turister, hvoraf alene de 600.000 kommer i højsæsonen. Indtægterne fra disse turister beløber sig til mere end €300.000.
Badeturismen er den mest almindelige, da Korsika har en spændende kystlinje, som er på mere end 1.000 km. Badesteder med høj overnatningskapacitet er hovedsageligt placeret på øens vestside: Saint-Florent i nord, l’Île Rousse, Algajola og Calvi på Balganes kyst, Porto Cartagèse, Porticcio og Propriano i bugterne på vestkysten, og endelig Bonifacio på Korsikas sydspids. Tre områder med høj overnatningskapacitet ligger på østsiden af øen: Moriani-Plage, Solenzara og Porto-Vecchio. Visse naturområder – Balagne og Cap-Corse i nord f.eks. – er lige så ofte fuldt belagte. 
Regionen har for øvrigt adskillige forhistoriske og historiske steder, som er åbne for publikum: Sartène i sydvest; Korsikas forhistoriske museum i Aleria på østkysten; Filitosa nord for Bonifacio, et sted som var beboet allerede i den yngre stenalder, men også af grækere fra Fokaia fra det 6. århundrede f.Kr.; spor fra epokerne yngre stenalder, dysseperioden og den romerske tid. 
Korsikas bjerge er en betydningsfuld, turistmæssig succes; beliggende nordøst for Monte Rotondo er Corte et påskønnet sommeropholdssted og et udgangspunkt for talrige vandreture. På tilsvarende måde er Vizzavona – én af de smukkeste skove på Korsika – med en størrelse på 1.526 ha og placeret i regionens centrum et meget besøgt sted på grund af dens stier og skovveje. Desuden er der adskillige vintersportssteder, som er åbne uden for sommersæsonen: Muratello i Vizzavonaskoven (mellem 1.500 og 2.000 m højde) Évisa (på Col de Vergio), Haut-Asco, Soccia og Quenza.
På trods af dette naturmæssige og kulturelle overflødighedshorn er turistaktiviteten stadig mærket af øens konjunkturbestemte, svage økonomi: det regionale arbejdsmarked har en gennemsnitlig arbejdsløshed på 14,9 %. Transportmulighederne er stort set utilstrækkelige; trafikken på de fire lufthavne (Bastia, Ajaccio, Calvi og Figari) er f.eks. mindre end lufttrafikken på Balearerne, persontrafikhavnene (Ajaccio, Bastia, Bonifacio, Calvi, l’Île-Rousse, Porto-Vecchio og Propriano) og de nationale og regionale veje har brug for forbedringer. Infrastrukturen for turistudlejning er ligeledes utilstrækkelig, da regionen kun har en kapacitet på 10.000 værelser.
Men det er svært at finde ligevægten mellem på den ene side den uundværlige udvikling af en infrastruktur, der ikke har været tilpasset den lokale økonomi, og på den anden side en udnyttelse af øens turistmæssige ressourcer, som kan true miljø og natur alvorligt på en ø, hvor de hidtil har været "bevaret".
I de seneste år har de politiske problemer, som er forbundet med de forskellige nationalistiske bevægelser på øen, alvorligt formindsket den turisme, som kommer fra det franske hovedland; tilsvarende er andelen af italienske besøgende svundet markant ind.